# Эшли-Купер, Кропли, 6-й граф Шефтсбери
Кропли Эшли-Купер, 6-й граф Шефтсбери (англ. Cropley Ashley-Cooper, 6th Earl of Shaftesbury; 21 декабря 1768 — 2 июня 1851) — британский политик и пэр. Он был известен как Достопочтенный Кропли Эшли-Купер с 1768 по 1811 год.

## Происхождение и образование
Родился 21 декабря 1768 года. Младший сын Энтони Эшли-Купера, 4-го графа Шефтсбери (1711—1771), от его второй жены Мэри Бувери (1730—1804), дочери Якоба Бувери, 1-го виконта Фолкстона. Он получил образование в Винчестерском колледже и в колледже Крайст-Черч, Оксфорд.

## Политическая карьера
Кропли Эшли-Купер заседал в Палате общин Великобритании от Дорчестера (1790—1811).
14 мая 1811 года после смерти своего старшего брата, Энтони Эшли-Купера, 5-го графа Шефтсбери (1761—1811), не оставившего после себя наследником мужского пола, унаследовал титулы 6-го графа Шефтсбери (Пэрство Англии), 6-го барона Купера из Полетта в графстве Сомерсет (Пэрство Англии), 6-го барона Эшли из Уимборна Сент-Джайлса в графстве Дорсет (Пэрство Англии) и 7-го баронета Купера из Рокборна в графстве Хэмпшир, став членом Палаты лордов Великобритании, где занимал должность председателя комитетов.
Он получил чин лейтенанта Дорсетской милиции в 1790 году. В 1794 году он был произведен в капитаны. Главный стюард Дорчестера в 1798 году, клерк по доставке боеприпасов (1804—1806, 1807—1811), член Тайного совета Великобритании (1814), председатель комитетов Палаты лордов (1814—1851).

## Семья
10 декабря 1796 года в Херсте, графство Беркшир (Англия), Кропли Эшли-Купер женился на леди Энн Спенсер (5 ноября 1773 — 7 августа 1865), дочери Джорджа Спенсера, 4-го герцога Мальборо, и леди Кэролайн Рассел (1742—1811), дочери Джона Рассела, 4-го герцога Бедфорда (1710—1771). У супругов было десять детей:
- Леди Гарриет Энн Эшли-Купер (? — 25 марта 1868)[3], в 1830 году она вышла замуж за Генри Лоури-Корри, мать Монтегю Корри, 1-го барона Роутона.
- Леди Каролина Мэри Эшли-Купер (? — 11 июня 1869)[3], в 1831 году она вышла замуж за Джозефа Нилда (? — 1856), члена Палаты общин.
- Леди Шарлотта Барбара Эшли-Купер (ок. 1799 — 11 декабря 1889)[3], в 1824 году она вышла азмуж за Генри Листера из Роутон-Касла (? — 1863)
- Энтони Эшли-Купер, 7-й граф Шефтсбери (28 апреля 1801 — 1 октября 1885), старший сын и преемник отца.
- Достопочтенный Энтони Уильям Эшли-Купер (4 октября 1803 — 18 апреля 1877)[7][8], учёный, член Палаты общин
- Достопочтенный Энтони Генри Эшли-Купер (5 мая 1807 — 30 ноября 1858)[3], член Палаты общин
- Достопочтенный Энтони Джон Эшли-Купер (21 декабря 1808 — 1 января 1867), в 1840 году женился на Джулия Коньерс (? — 1907), дочери и наследнице Генри Джона Коньерса из Коппед-холла
- Достопочтенный Энтони Фрэнсис Эшли-Купер (1810—1825)[3], погиб в кулачном бою.
- Достопочтенный Энтони Лайонел Эшли-Купер (4 января 1813 — 14 января 1836)[3].

Лорд Шефтсбери скончался в июне 1851 года в возрасте 82 лет, и титул графа унаследовал его сын Энтони, известный социальный реформатор.